# 水波風南
水波 風南（みなみ かなん、11月12日 - ）は、日本の漫画家。埼玉県出身。血液型はAB型。

## 来歴
1999年（平成11年）、第44回小学館新人コミック大賞少女・女性部門佳作を受賞。
同年、小学館の『少女コミック』増刊8月15日号にて掲載された、「実のある“彼女”」でデビュー。
2002年（平成14年）、『真珠の鎖』で初連載後、同年『レンアイ至上主義』を連載。2003年（平成15年）には同作でデジタルコミックDVDが発売される。
2004年（平成16年）、『蜜×蜜ドロップス』連載。同作はコミックス累計発行部数が120万部を突破し、OVA化、テレビゲーム化（PlayStation 2用ソフト）される。
2008年（平成20年）、『今日、恋をはじめます』連載。同年『Sho-Comi』本誌6号・付録ではドラマCD化、2010年（平成22年）にコミックス限定版としてアニメ化される。コミックスでは累計発行部数が800万部を突破し、この作品で水波風南単行本累計発行部数1000万部を突破予定する大ヒットとなり、2012年（平成24年）には武井咲・松坂桃李主演で映画化が決定したことが告知される。
2013年（平成25年）、『未成年だけどコドモじゃない』連載。2017年（平成29年）に平祐奈・中島健人主演で映画化された。
2015年（平成27年）、『水波風南のまんが家になりたいっ!!』連載。漫画家としてのエッセイ漫画である。

## 人物
デビュー前は自身が小学校6年生のころ、『りぼん』（集英社）に作品を投稿した経験がある。
影響を受けた人物として同じ小学館漫画家、北川みゆきを挙げており、それまで『りぼん』を愛読していた水波が北川の『気まぐれシリーズ』を読んだことから衝撃を受け、『少女コミック』を買うきっかけとなったと語っている。
それから数年後、北川と同じ『少女コミック』でデビューとなるが、その頃には既に北川が他誌（同じく小学館の『Cheese!』）へと移籍していた。しかし後日会う機会があり、その時に北川から貰ったサインを宝物にしている。
私生活では2007年（平成19年）に結婚した。が、それは紙婚式という。『未成年だけどコドモじゃない』連載中（第20話執筆中）に妊娠が発覚し、出産した。

## 作風
性描写・性的暴力をイメージさせる作品が多いが、2001年（平成13年）に発表した『虚構神話〜セカンドレイプ〜』においては、男性に性的暴力を受けた女子高生の苦しみや葛藤を描いていた。しかし、2003年（平成15年）に発表した『純愛講座ケモノ仕様』においては、主人公が幼馴染の少年に性的暴行を受けたことを受け入れ、その少年が恋人となるという筋立てを描くという180度違ったスタンスの漫画を描いている。
また、カラー掲載時には『Sho-Comi』誌上で「美麗カラー」などと記載されることが多いが、近年では特にデジタル（いわゆる「デジ絵」）が普及される中、自身のアナログでの作業に限界を感じており、ここ6年くらいは「今まで培ってきた技術はたいして必要なかったのかも」と闘う日々だったと語っている。

## 作品リスト
- 掛け値ナシのLOVE取引
- パーフェクト・パートナー
- 真珠の鎖（全2巻）
- レンアイ至上主義（全8巻）
- 蜜×蜜ドロップス（全8巻）
- 飼育姫
- 狂想ヘヴン（全3巻）
- 今日、恋をはじめます（全15巻）
- 未成年だけどコドモじゃない（全5巻）
- 泡恋（全5巻）
- 帰る家には恋がいない（『ベツフラ』2021年17号[14] - 、『デラックスベツコミ』2022年2月号[15] - 連載中）

### オムニバス作品
- LOVE&SEX
- LOVE&BEAST
- してわがままH
- 純愛〜もっと求めたい
- 猫彼クール

### その他
- 蜜×蜜ドロップス LOVE×LOVE HONEY LIFE ビジュアルファンブック
- 蜜×蜜ドロップス 公式ファンブック
- 今日、恋をはじめます〜Diary〜
- 今日、恋をはじめます 公式ファンブック

原作:水波風南・著:高瀬ゆのか
- 今日、恋をはじめます 初恋のプレリュード
- 今日、恋をはじめます 運命は君の手の中に
- 今日、恋をはじめます　原画集

### 表紙・イラスト
- 茉莉花は月夜に微笑む–新・舞姫恋風伝–（著：深山くのえ）
- 恋、シマシタ。（著：りん）

## 映像化作品

### 映画
- 今日、恋をはじめます（2012年12月8日、東宝）- 主演:武井咲・松坂桃李
- 未成年だけどコドモじゃない（2017年12月23日、東宝）- 主演:中島健人（Sexy Zone）・平祐奈